# Mehmet Ali Talat
Mehmet Ali Talat (Kyrenia, República Turca del Norte de Chipre, 6 de julio de 1952) es un político turco-chipriota. 
Completó su educación secundaria en Chipre. Es ingeniero electrónico egresado de la facultad de Ingeniería Eléctrica de la Universidad Técnica de Medio Oriente (1977) en Ankara, Turquía. Completó un master en relaciones internaciones en la Universidad Mediterránea Oriental en 2004. 
Fue designado Ministro de Educación y Cultura en la primera coalición de gobierno del Partido Demócrata y del Partido Republicano Turco, formada luego de las elecciones parlamentarias de diciembre de 1993.
Continuó en la posición durante el segundo período de la coalición. En el tercer período, fue designado vice primer ministro y ministro de Estado.
Fue elegido para encabezar el Partido Republicano Turco en la decimocuarta Convención del Partido del 14 de enero de 1996. 
Electo miembro del parlamento por Nicosia (Lefkosa) en las elecciones de 1998, 2003 y 2005.
Luego de la primera coalición formada el 13 de enero de 2004, él formó la segunda el 8 de marzo de 2005, la cual continuó hasta las últimas elecciones presidenciales.
Mehmet Ali Talat, quién fue elegido Presidente de la República Turca del Norte de Chipre en primera vuelta el 20 de abril de 2005 hasta 2010, cuando perdió frente a Derviş Eroğlu. Está casado y tiene un hijo y una hija.
- Datos: Q312245
- Multimedia: Mehmet Ali Talat / Q312245